# Liga Verense de Fútbol
La Liga Verense de Fútbol (cuyas siglas son LVF) es una de las Ligas regionales de fútbol en Argentina y es una entidad que aglutina y organiza la práctica deportiva del fútbol oficial en la ciudad de Vera y alrededores.

## Historia
Tiene sede en calle Corrientes 1886 en la ciudad de Vera y en la actualidad es presidida por Ángel Borrego.

## Equipos afiliados
| Equipo                                             | Ciudad            | Año de Fundación | Provincia |
| -------------------------------------------------- | ----------------- | ---------------- | --------- |
| Club Deportivo Alejandra                           | Alejandra         | 1984             | Santa Fe  |
| Club Social y Deportivo San Martín                 | Alejandra         | 1995             | Santa Fe  |
| CalchaquÍ Fútbol Club                              | Calchaquí         | 1922             | Santa Fe  |
| Club Social Carlos Gardel                          | Calchaquí         | 1985             | Santa Fe  |
| Club Deportivo Unión                               | Gobernador Crespo | 1933             | Santa Fe  |
| Fútbol Club Recreativo Belgrano                    | Gobernador Crespo | 1941             | Santa Fe  |
| Giuliani Football Club                             | Gobernador Crespo | 2013             | Santa Fe  |
| Centro Cultural y Deportivo Huracán Foot-Ball Club | La Criolla        | 1927             | Santa Fe  |
| Club Recreativo Bartolome Mitre                    | La Gallareta      | 1918             | Santa Fe  |
| Club Centro Social Sarmiento                       | Margarita         | 1968             | Santa Fe  |
| Club Social y Deportivo Central Colonia            | Margarita         | 1968             | Santa Fe  |
| Foot-Ball Club Sportivo Alumni                     | Pedro Gómez Cello | 1951             | Santa Fe  |
| Club Atlético Central San Javier                   | San Javier        | 1938             | Santa Fe  |
| Club Atlético Huracán                              | San Javier        | 1921             | Santa Fe  |
| Gimnasia Fútbol Club                               | Vera              | 1945             | Santa Fe  |
| Club Atlético y Cultural Estudiantes Unidos        | Vera              | 1921             | Santa Fe  |
| Club Atlético y Recreativo Ferrocarril Santa Fe    | Vera              | 1920             | Santa Fe  |
| Huracán Foot-Ball Club                             | Vera              | 1915             | Santa Fe  |

| Equipos con este fondo, no participan de la temporada 2020. |

## Campeones por año
| Temporada | Apertura                | Clausura                |
| --------- | ----------------------- | ----------------------- |
| 2008      | Sarmiento               | Sarmiento               |
| 2009      | Ferrocarril             | Ferrocarril             |
| 2010      | Central San Javier      | Central San Javier      |
| 2011      | Calchaqui F.C.          | Calchaqui F.C.          |
| 2012      | Central San Javier      | Central San Javier      |
| 2013      | Estudiantes             | Estudiantes             |
| 2014      | Sarmiento               | Sarmiento               |
| 2015      | Huracan (La Criolla)    | Bartolome Mitre         |
| 2016      | Central San Javier      | Sarmiento               |
| 2017      | Huracán FBC (Vera)      | Huracán FBC (Vera)      |
| 2018      | Carlos Gardel           | Carlos Gardel           |
| 2019      | Belgrano (Gdor. Crespo) | Belgrano (Gdor. Crespo) |
| 2021      | Huracan (La Criolla)    | Huracan (La Criolla)    |
| 2022      | Gimnasia                | Gimnasia                |
| 2023      | Huracán FBC (Vera)      | Huracán FBC (Vera)      |
| 2024      | Central San Javier      | Central San Javier      |

## Palmarés
| Equipo             | Ciudad       | Año de fundación | Campeonatos | Años de campeonatos                                 |
| ------------------ | ------------ | ---------------- | ----------- | --------------------------------------------------- |
| Central San Javier | San Javier   | 1938             | 9           | 1992,1994,1996,1997, 2005,2010, 2012, ap. 2016,2024 |
| Sarmiento          | Margarita    | 1968             | 3           | 2008, 2014, cl. 2016                                |
| Huracán            | La Criolla   | 1927             | 3           | ap. 2015, ap. 2019, 2021                            |
| Huracán FBC        | Vera         | 1915             | 2           | 2017, 2023                                          |
| Club Carlos Gardel | Calchaquí    | 1985             | 1           | 2002, 2018                                          |
| Ferrocarril        | Vera         | 1920             | 1           | 2009                                                |
| Calchaqui F.C.     | Calchaquí    | 1922             | 1           | 2011                                                |
| Estudiantes        | Vera         | 1921             | 1           | 2013                                                |
| Bartolomé Mitre    | La Gallareta | 1918             | 1           | cl. 2015                                            |
| Belgrano           | Gdor. Crespo | 1941             | 1           | 2018                                                |
| Gimnasia           | Vera         | 1945             | 1           | 2022                                                |

- Datos: Q62796256